# Viktor Verschaeve
Viktor Verschaeve (Brasschaat, 3 de agosto de 1998) es un ciclista belga que fue profesional entre 2021 y mayo de 2023, viéndose obligado a retirarse por una lesión.

## Palmarés
2020
- 1 etapa del Tour de Saboya

## Equipos
- Lotto Soudal (2021-2022)
- Lotto Dstny Developement Team (2023)